# Petropawlowskoje (Kaliningrad)
Petropawlowskoje (russisch Петропавловское, deutsch Groß Schillehlen, 1938 bis 1945 Großschollen, auch: (Neu) Eggleningken, 1938 bis 1945 Lindengarten), (litauisch Didieji Šileliai, auch: Naujieji Ėglininkai) ist ein Ort in der russischen Oblast Kaliningrad. Er besteht aus zwei ursprünglich eigenständigen Orten und gehört zur kommunalen Selbstverwaltungseinheit Munizipalkreis Krasnosnamensk im Rajon Krasnosnamensk.

## Geographische Lage
Petropawlowskoje liegt 14 Kilometer westlich der Rajonstadt Krasnosnamensk (Lasdehnen/Haselberg) und 20 Kilometer östlich der einstigen Kreisstadt Neman (Ragnit) an der Regionalstraße 27A-025 (ex R508) im Abzweig nach Timofejewo (Wedereitischken/Sandkirchen). Eine Bahnanbindung besteht nicht.

## Geschichte

### Groß Schillehlen (Großschollen)
54° 57′ 55″ N, 22° 17′ 13″ O
Der nördliche Ortsteil Petropawlowskojes, das ehemalige Groß Schillehlen, auch Willschiken genannt, war im 18. Jahrhundert ein Schatulldorf. Mitte des 19. Jahrhunderts wurde (offenbar) der Ortsname in Groß Schillehlischken geändert. 1874 wurde die Landgemeinde Groß Schillehlischken dem neu gebildeten Amtsbezirk Kackschen im Kreis Ragnit zugeordnet. 1909 gelangte die Gemeinde in den Amtsbezirk Wedereitischken. 1913 wurde Groß Schillehlischken (wieder) in Groß Schillehlen umbenannt. 1938 wurde Groß Schillehlen in Großschollen umbenannt.
Drr Ort kam 1945 in Folge des Zweiten Weltkrieges mit dem nördlichen Ostpreußen zur Sowjetunion.

#### Einwohnerentwicklung
| Jahr | Einwohner |
| ---- | --------- |
| 1867 | 145       |
| 1871 | 140       |
| 1885 | 189       |
| 1905 | 213       |
| 1910 | 219       |
| 1933 | 211       |
| 1939 | 197       |

### Eggleningken (Lindengarten)
Der südliche und direkt an der 27A-025 gelegene Ortsteil hieß vor 1929 Neu Eggleningken (54° 57′ 24″ N, 22° 16′ 21″ O)
Im 18. Jahrhundert war (Alt) Egleningken (54° 57′ 46″ N, 22° 14′ 45″ O) ein köllmisches Gut und Neu Egleningken ein Erbfreidorf. Im Jahr 1874 wurden die beiden Landgemeinden Alt und Neu Eggleningken dem Amtsbezirk Kackschen zugeordnet. 1909 gelangten die beiden Gemeinden in den Amtsbezirk Budwethen. Im Jahr 1929 wurden sie zur Landgemeinde Eggleningken zusammengeschlossen. 1938 wurde Eggleningken in Lindengarten umbenannt.
Auch Eggleningken/Lindengarten kam 1945 zur Sowjetunion. Das ehemalige Alt Eggleningken gehörte in der Folge laut Karte zu Kalatschejewo, wurde aber später aufgegeben.

#### Einwohnerentwicklung
| Jahr | Einwohner | Bemerkungen                                     |
| ---- | --------- | ----------------------------------------------- |
| 1867 | 92        | In Alt Egleningken 30, in Neu Egleningken 62    |
| 1871 | 82        | In Alt Egleningken 39, in Neu Egleningken 43    |
| 1885 | 89        | In Alt Eggleningken 38, in Neu Eggleningken 51  |
| 1905 | 112       | In Alt Eggleningken 45, in Neu Eggleningken 67  |
| 1910 | 174       | In Alt Eggleningken 68, in Neu Eggleningken 106 |
| 1933 | 143       |                                                 |
| 1939 | 154       |                                                 |

### Petropawlowskoje
Im Jahr 1947 erhielt der Ort Groß Schillehlen/Großschollen den russischen Namen Petropawlowskoje und wurde gleichzeitig dem Dorfsowjet Timofejewski selski Sowet im Rajon Krasnosnamensk zugeordnet. In der Folge wurde auch das ehemalige Neu Eggleningken, sowie offenbar einige Einzelhöfe im Osten des ehemaligen Pötkallen/Pötken zu Petropawlowskoje gezählt. Von 2008 bis 2015 gehörte Petropawlowskoje zur Landgemeinde Alexejewskoje selskoje posselenije, von 2016 bis 2021 zum Stadtkreis Krasnosnamensk und seither zum Munizipalkreis Krasnosnamensk.

#### Einwohnerentwicklung
| Jahr | Einwohner |
| ---- | --------- |
| 1984 | ~ 100     |
| 2002 | 103       |
| 2010 | 120       |
| 2021 | 63        |

## Kirche
Wie fast überall in Ostpreußen war die Bevölkerung Groß Schillehlens (Großschollen) und Eggleningkens (Lindengartens) fast ausnahmslos evangelischer Konfession. Sie gehörte jedoch zu verschiedenen Kirchspielen: während Groß Schillehlen zur Kirche Wedereitischken (1938 bis 1946: Sandkirchen, russisch: Timofejewo) gehörte, war Eggleningken bis 1945 in die Kirche Budwethen (1938 bis 1946: Altenkirch, russisch: Malomoschaiskoje) eingepfarrt. Beide Pfarreien waren demselben Kirchenkreis zugeordnet: der Diözese Ragnit im Kirchenkreis Tilsit-Ragnit innerhalb der Kirchenprovinz Ostpreußen der Kirche der Altpreußischen Union.
Heute liegt Petropawlowskoje im weitflächigen Einzugsbereich der in den 1990er Jahren neu entstandenen evangelisch-lutherischen Gemeinde in Sabrodino (Lesgewangminnen, 1938 bis 1946 Lesgewangen), die der Propstei Kaliningrad (Königsberg) in der Evangelisch-lutherischen Kirche Europäisches Russland zugehört.